# Голяма австрийска държавна награда за литература
„Голямата австрийска държавна награда за литература“ (на немски: Großer Österreichischer Staatspreis) е учредена през 1950 г. Наградата е най-високото държавно отличие на република Австрия, което веднъж годишно се присъжда на творец за изключителни постижения.
Предпоставка за получаването е австрийско гражданство, съответно постоянно пребиваване в Австрия.
От 2003 г. наградата е в размер на 30 000 €.

## Носители на наградата (подбор)
- Франц Теодор Чокор (1955)
- Франц Набъл (1956)
- Хаймито фон Додерер (1957)
- Карл Цукмайер (1959)
- Йоханес Урцидил (1964)
- Фриц Хохвелдер (1966)
- Елиас Канети (1967)
- Ингеборг Бахман (1968)
- Кристине Буста (1969)
- Кристине Лавант (1970)
- Ханс Карл Артман (1974)
- Манес Шпербер (1977), Валтер Капахер (поощрение)
- Фридерике Майрьокер (1982)
- Ернст Яндл (1984)
- Петер Хандке (1987)
- Освалд Винер (1989)
- Герхард Рюм (1991)
- Волфганг Бауер (1994)
- Илзе Айхингер (1995)
- Андреас Окопенко (1998)
- Герт Йонке (2001)
- Йозеф Винклер (2007)
- Петер Уотърхаус (2012)
- Герхард Рот (2016)